# Турда
Ту́рда, То́рда (Turda, угорська Torda, нім. Thörenburg) — місто в Румунії, в повіті Клуж на річці Арієш у Трансільванії. 57 тис. мешканців (2002).

## Історія

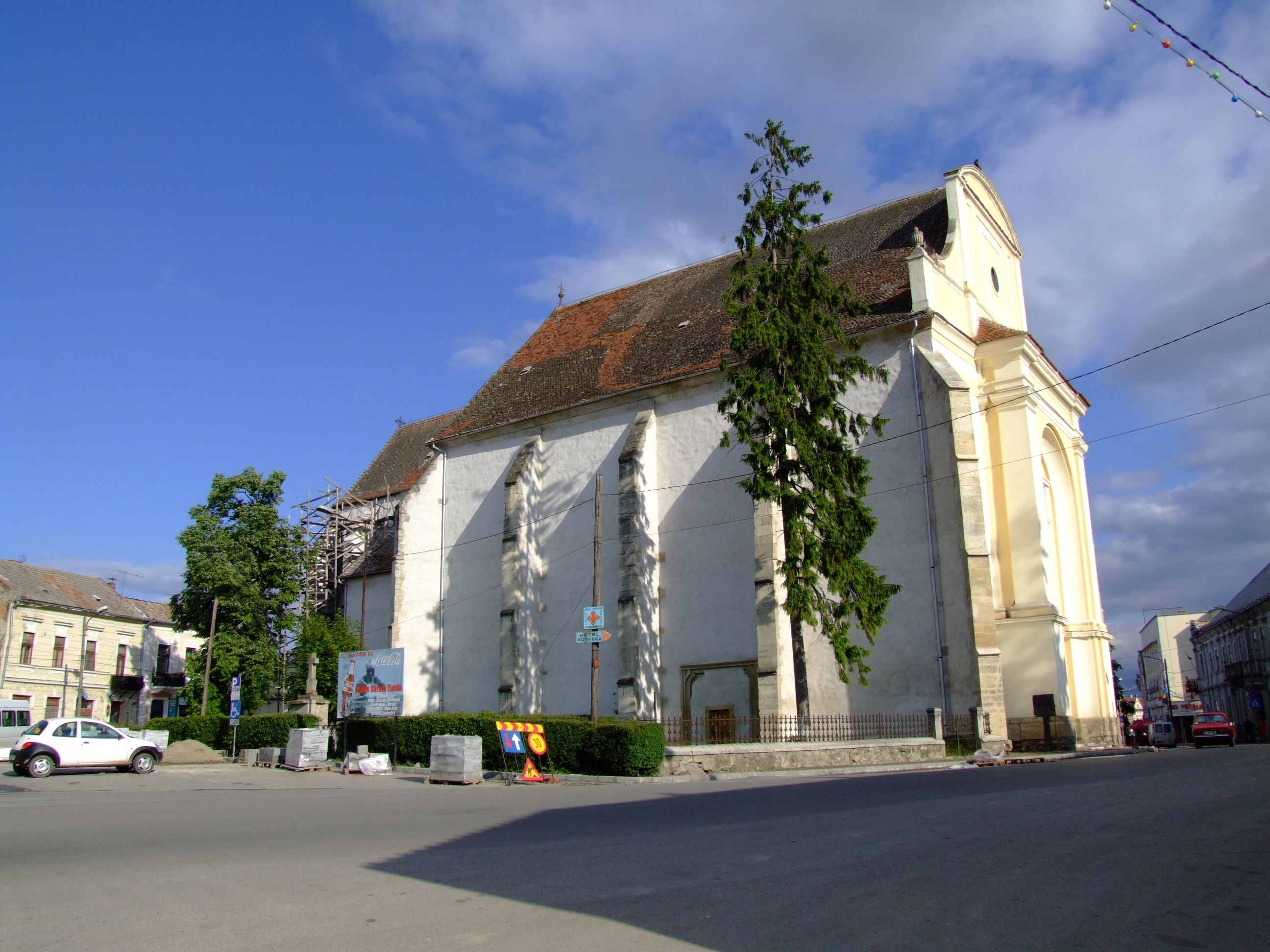
Тут вперше у Європі проголошено свободу релігії

Засноване даками під назвою Патавісса, Потаісса (Patavissa, Potaissa; Патреуісса (Patreuissa) — помилкове передання Птолемеєм у Географії ІІІ, 8, 4).
Із завоюванням Дакії Римом, Потаїсса стала римським містом і згодом колонією із локацією Легіо V Македоніка з 166 до 274 р. Саксонські німці прибули сюди в 11-ому сторіччі.
У 16-му сторіччі Торда була резиденцією Трансільванського парламенту (дієт). Так, у 1558 парламент дозволив людям ходити в католицьку і лютеранську церкви, і заборонив — до реформатської. У 1568 р., вперше в Європі Трансільванський парламент проголосив свободу всім релігіям.

## Господарство
Великий центр виробництва будматеріалів (цемент, вапно, цеглина, залізобетон) і керамічних виробів; хлорний-содовий завод. Металообробна і харчова промисловість. Ще до римської епохи тут добувалася сіль. У 1932 соляні копальні закрили.

## Уродженці
- Міклош Йошіка (1794—1865) — угорський письменник, революційний діяч.
- Юлія Шигмонд (1929—2020) — румунська акторка угорського походження.